# 1990-es magyar fedett pályás atlétikai bajnokság
Az 1990-es magyar fedett pályás atlétikai bajnokság a 17. bajnokság volt.

## Eredmények

### Férfiak
| Versenyszám      | Arany                                                               | Arany    | Ezüst                                                           | Ezüst    | Bronz                                                         | Bronz    |
| ---------------- | ------------------------------------------------------------------- | -------- | --------------------------------------------------------------- | -------- | ------------------------------------------------------------- | -------- |
| 60 m             | Karaffa László Bp. Honvéd                                           | 6,76     | Rezák Pál Újpesti Dózsa                                         | 6,87     | Tatár István Bp. Honvéd                                       | 6,92     |
| 200 m            | Karaffa László Bp. Honvéd                                           | 21,60    | Rezák Pál Újpesti Dózsa                                         | 21,70    | Fetter György Bp. Spartacus                                   |          |
| 400 m            | Katona Ervin Újpesti Dózsa                                          | 48,20    | Bekecs Sándor Nyíregyházi VSSC                                  | 48,49    | Borsos Károly MTK-VM                                          | 48,86    |
| 800 m            | Banai Róbert Újpesti Dózsa                                          | 1:48,71  | Sári Zoltán Szegedi VSE                                         | 1:53,33  | Gyimes Zsolt TFSE                                             | 1:53,86  |
| 1500 m           | Bereczki József Diósgyőri VTK                                       | 3:50,56  | Reichnach Ferenc Tatabányai Bányász                             | 3:50,62  | Szász László Mikro SC                                         | 3:52,41  |
| 3000 m           | Serfőző Sándor Diósgyőri VTK                                        | 8:04,72  | Sági Ferenc Szolnoki MÁV MTE                                    | 8:06,27  | Kliszek Tamás Újpesti Dózsa                                   | 8:09,38  |
| 4 × 200 m        | Tatár István Bathó Zsolt Gyulai Miklós Karaffa László Bp. Honvéd SE | 1:28,15  | Alexa Szabolcs Misur Tamás Ordina Tibor Czukor József BKV Előre | 1:30,91  | Sárközi Lajos Lángi László Kiss Gábor Endrei Szolnoki MÁV MTE | 1:31,14  |
| 60 m gát         | Bakos György Újpesti Dózsa                                          | 7,98     | Varga Zoltán MTK-VM                                             | 8,04     | Villányi Balázs MTK-VM                                        | 8,04     |
| 5000 m gyaloglás | Urbanik Sándor Tatabányai Bányász                                   | 20:12,68 | Dudás Gyula Szegedi VSE                                         | 20:33,36 | Sátor László Bp. Honvéd                                       | 20.37,69 |
| magasugrás       | Deutsch Péter Bp. Építők                                            | 227 cm   | Tresch András Vasas SC                                          | 215 cm   | Nagy Attila Bp. Honvéd                                        | 212 cm   |
| rúdugrás         | Szabó Dezső Újpesti Dózsa                                           | 530 cm   | Farkas Zoltán Bp. Honvéd                                        | 510 cm   | Balogh László Újpesti Dózsa                                   | 500 cm   |
| távolugrás       | Szalma László Vasas                                                 | 775 cm   | Pálóczi Gyula Tatabányai Bányász                                | 760 cm   | Almási Csaba Újpesti Dózsa                                    | 739 cm   |
| hármasugrás      | Pálóczi Gyula Tatabányai Bányász                                    | 15,98 m  | Földessy Csaba Újpesti Dózsa                                    | 15,87 m  | Kárpáti Péter Bázis SC                                        | 15,60 m  |
| súlylökés        | Kóczián Jenő Bp. Honvéd                                             | 18,14 m  | Ladányi Zsigmond Szeged SC                                      | 17,59 m  | Horváth Attila Haladás VSE                                    | 16,60 n  |

### Nők
| Versenyszám      | Arany                                                                          | Arany    | Ezüst                                                        | Ezüst    | Bronz                                                             | Bronz    |
| ---------------- | ------------------------------------------------------------------------------ | -------- | ------------------------------------------------------------ | -------- | ----------------------------------------------------------------- | -------- |
| 60 m             | Barati Éva Bp. Honvéd                                                          | 7,43     | Molnár Edit Újpesti Dózsa                                    | 7,54     | Ács Judit Zalaegerszegi TE                                        | 7,65     |
| 200 m            | Kozáry Ágnes Zalaegerszegi TE                                                  | 23,83    | Molnár Edit Újpesti Dózsa                                    | 24,03    | Barati Éva Bp. Honvéd                                             | 24,51    |
| 400 m            | Forgács Judit Tatabányai Bányász                                               | 52,71    | Bátori Noémi MTK-VM                                          | 52,91    | Mádai Mónika Nyíregyházi VSSC                                     | 56,40    |
| 800 m            | Szabó Erzsébet Szeged SC                                                       | 2:04,39  | Molnár Márta Bp. Spartacus                                   | 2:08,88  | Todorán Erzsébet Nyíregyházi VSC                                  | 2:08,89  |
| 1500 m           | Bugya Mariann BVSC                                                             | 4:23,49  | Hédai Gizella Építők SC                                      | 4:28,08  | Jankó Ilona Ajka-Hungalu                                          | 4:28,11  |
| 3000 m           | Dóczi Éva Veszprémi SE                                                         | 9:46,52  | Jankó Ilona Ajka-Hungalu                                     | 9:49,78  | Molnár Gizella Építők SC                                          | 9:51,59  |
| 4 × 200 m        | Fogarassy Katalin Mádai Mónika Daku Mónika Ruszinszki Valéria Nyíregyházi VSSC | 1:39,72  | Molnár Ács Judit Péter Szilvia Kozáry Ágnes Zalaegerszegi TE | 1:39,75  | Hettinger Szilvia Bátori Noémi Mátrai Ágnes Kalamár Andrea MTK-VM | 1:40,28  |
| 60 m gát         | Kalamár Andrea MTK-VM                                                          | 8,33     | Bálint Zita Csepel SC                                        | 8,58     | Borsos Bernadett Szeged SC                                        | 8,72     |
| 3000 m gyaloglás | Rosza Mária Békéscsabai Előre                                                  | 13:24,16 | Szászi Beáta BVSC                                            | 13:43,80 | Szabó Andrea Békéscsabai Előre                                    | 13:51,37 |
| magasugrás       | Juha Olga Vasas                                                                | 186 cm   | Solti Krisztina Bp. Honvéd                                   | 184 cm   | Fazekas Erzsébet Bp. Honvéd                                       | 174 cm   |
| távolugrás       | Vanyek Zsuzsa Bp. Építők                                                       | 645 cm   | Ináncsi Rita Bp. Honvéd                                      | 627 cm   | Csapó Katalin Debreceni MTE                                       | 608 cm   |
| súlylökés        | Horváth Viktória BVSC                                                          | 16,29 m  | Stefanovits Mónika Haladás VSE                               | 15,54 m  | Pallay Sándorné Diósgyőri VTK                                     | 15,08 m  |